# Альварес, Леонель
Леоне́ль де Хесу́с А́льварес Суле́та (исп. Leonel de Jesús Álvarez Zuleta; род. 29 июля 1965, Ремедиос, Антьокия) — колумбийский футболист и футбольный тренер. Выступал на позиции опорного полузащитника. Сыграл 101 матч за сборную Колумбии с 1985 по 1997 год, что делает его третьим игроком в истории сборной по количеству проведённых матчей после Карлоса Вальдеррамы и Марио Йепеса. Он также был главным тренером сборной Колумбии.

## Карьера игрока

### Клубная карьера
Альварес начал свою карьеру в «Индепендьенте Медельин» в 1983 году. В 1989 году он вместе с «Атлетико Насьональ» выиграл Кубок Либертадорес. В 1990 году Альварес выиграл с «Америкой Кали» чемпионский титул в Колумбии, повторив этот успех в 1995 году.
Альварес также играл за «Веракрус» в Мексике и «Реал Вальядолид» в Испании.
Альварес подписал контракт с клубом MLS «Даллас» до начала первого сезона лиги в 1996 году. В свой первый год в команде колумбиец был явно одним из лучших игроков лиги, он забил три гола и отдал пять передач, будучи опорным полузащитником, после чего попал в символическую сборную MLS. К сожалению для «Далласа», Альварес переехал в Мексику на сезон 1997 года, где играл за «Веракрус». В 1998 году он вернулся в «Даллас» и быстро восстановил своё место в основе; Альварес был чрезвычайно важным игроком в центре полузащиты «Далласа» в течение следующих двух лет, но в конце 1999 года он был продан в «Нью-Инглэнд Революшн» в обмен на Ариэля Грасиани. Альварес играл за «Революшн» до конца 2001 года, всегда оставаясь игроком основного состава, прежде чем команда не решила не продлевать его контракт на сезон 2002 года.
В конце своей карьеры Леонель вернулся в Колумбию, где играл за «Депортиво Перейру» и «Депортес Киндио».

### Карьера в сборной
Альварес сыграл в общей сложности 101 матч за Колумбию, дебютировав 14 февраля 1985 года в матче против Польши. Он играл за Колумбию на чемпионатах мира 1990 и 1994 годов; в общей сложности на мировых форумах он провёл семь игр. Кроме того, он играл на Кубке Америки за свою родную страну в 1987, 1989, 1991, 1993 и 1995 годах. Единственный гол за сборную Альварес забил 10 июня 1987 года в домашнем товарищеском матче против Эквадора, этот гол был единственным в матче.

## После ухода из спорта
Альварес некоторое время после ухода из футбола избегал публичности, но снова оказался в центре внимания благодаря участию в колумбийских реалити-шоу, таких как La Isla de los Famosos (рус. Остров знаменитостей).

## Тренерская карьера
Альварес занимал должность технического ассистента в «Депортиво Перейре», одном из своих бывших клубов. В 2008 году он работал в качестве помощника тренера в «Индепендьенте Медельине», команде, с которой он начал свою карьеру. Он был помощником Сантьяго Эскобара. После плохих результатов Эскобар был уволен, а Леонель был повышен и получил свою первую возможность поработать главным тренером. В своём дебютном сезоне в качестве тренера он помог «Медельину» стать чемпионом.
В мае 2010 года Альварес был назначен помощником главного тренера сборной Колумбии. В сентябре 2011 года он был назначен главным тренером команды после ухода в отставку Эрнана Дарио Гомеса. Он хорошо начал, победив Боливию, но был уволен 14 декабря того же года после ничьи 1:1 с Венесуэлой и проигрыша со счётом 1:2 Аргентине в квалификации к чемпионату мира.
С июля 2012 года Альварес с переменным успехом работал техническим директором клуба «Итагуи».
В декабре 2012 года он подписал контракт с «Депортиво Кали». Во второй половине 2013 года ему удалось довести команду до финала чемпионата, соперником был «Атлетико Насьональ». После безголевой ничьи на «Паскуаль Герреро» «Атлетико» выиграл у себя дома, на «Атанасио Хирардот», со счётом 2:0. В январе 2014 года команды снова встретились в Суперлиге Колумбии (матч между победителем Апертуры и Финалисасьон), «Депортиво Кали» удалось взять реванш у «Атлетико Насьональ» в серии пенальти. Таким образом, Альварес выиграл свой первый трофей с «Депортиво Кали» и второй трофей в качестве тренера. На 25 февраля 2014 года он был уволен из «Депортиво Кали» после того, как команда набрала всего одно очко в шести матчах.
8 мая 2015 года Альварес вновь возглавил «Индепендьенте Медельин». В 2016 году в команду пришли новые игроки, такие как опытный полузащитник Маурисио Молина и результативный нападающий Леонардо Кастро. Благодаря усилению состава Альваресу удалось выиграть Апертуру 2016 и выйти на Кубок Либертадорес 2017. В следующем году в команду был приглашён полузащитник «Порту» Хуан Кинтеро. Однако в Финалисасьон 2016 года ключевые игроки команды вышли из строя, например, нападающий Леонардо Кастро выбыл из-за травмы, восстановление после которой должно было занять полгода. В итоге «Индепендьенте Медельин» не смог показать достойного результата ни на национальной, ни на международной арене. Из Южноамериканского кубка клуб выбыл от парагвайского «Серро Портеньо» (в сумме 2:0); в плей-офф чемпионата проиграл четвертьфинал «Индепендьенте Санта-Фе» с общим счётом 4:1. Из-за этого Леонель вступил в конфликт с руководством клуба, требуя объяснения причины, почему они не привели в клуб игроков, которых он просил. В результате главный акционер команды, Рауль Хиральдо, объявил в веб-релизе, что Альварес не продолжит работу на посту тренера в 2017 году. Ходили слухи, что Леонель хотел предложить свои услуги победителю Южноамериканского кубка 2016 года, бразильскому клубу «Шапекоэнсе». Таким образом он хотел поддержать клуб, большая часть игроков и тренерского штаба которого погибла в авиакатастрофе.
В 2017 году Альвареса нанял «Серро Портеньо» для успешного участия в Южноамериканском кубке. Клуб дошёл до 1/8 финала турнира, где уступил колумбийскому «Атлетико Хуниор» с общим счётом 3:1. Тем не менее команда выиграла Клаусуру 2017.
8 октября 2018 года он был утверждён в качестве нового тренера парагвайской команды «Либертад», где, несмотря на хорошие результаты, был уволен 6 марта 2019 года.
10 января 2022 года он был назначен тренером «Агилас Дорадас».
17 июня 2024 года Альварес был назначен новым тренером «Эмелека» из эквадорской Серии А, заменив своего соотечественника Эрнана Торреса.

## Титулы и достижения
В качестве игрока
- Чемпион Колумбии (1): 1992
- Обладатель Кубка Либертадорес (1): 1989
- Обладатель Межамериканского кубка (1): 1989

В качестве тренера
- Чемпион Колумбии (2): Финалисасьон 2009, Апертура 2016
- Победитель Суперлиги Колумбии (1): 2014
- Чемпион Парагвая (1): Клаусура 2017